# São José dos Pinhais
São José dos Pinhais este un oraș în Paraná (PR), Brazilia.